# 出雲市立第五中学校
出雲市立第五中学校（いずもしりつ だいごちゅうがっこう）は、島根県出雲市稗原町にあった公立中学校。略称は五中（ごちゅう）。

## 概要
第二次世界大戦後の学制改革により1947年に開校し、生徒数の減少により1989年をもって閉校した中学校である。稗原地区の中心部に位置し、出雲市立稗原小学校に隣接していた。稗原地区は1955年まで稗原村であり、出雲市に編入合併するまでは「稗原中学校」と名乗っていた。学区は稗原地区の全域であった。
県指定の準へき地校に指定されていた。

## 沿革
- 1947年（昭和22年）4月1日 - 学制改革に伴い、稗原村立稗原中学校として稗原小学校を間借りして開校[1]。
- 1951年（昭和26年） - 独立校舎が完成し、教室不足問題が解消。
- 1955年（昭和30年）3月22日 - 稗原村の出雲市への編入合併に伴い、「出雲市立第五中学校」に改称[4]。
- 1958年（昭和33年） - 学校給食を開始（出雲市内では初）。
- 1962年（昭和37年） - 県指定産業教育研究校に指定。
- 1962年度（昭和37年度） - 鉄筋コンクリート造平屋建て校舎を落成[7]。
- 1965年（昭和40年）3月23日 - 体育館を落成[7]。
- 1966年（昭和41年） - 県指定中学校進路指導研究校に指定（2年間）。
- 1970年度（昭和45年度） - プールを落成[8]。
- 1978年（昭和53年） - 体力体格判定成績優秀校として日本医学研究会長から表彰をうける。
- 1989年（平成元年）
  - 3月31日 - 閉校し、42年の歴史に幕を閉じた。
  - 4月1日 - 当校と第四中学校、第二中学校の一部の校区からなる新しい中学校「出雲市立南中学校」が開校。
  - 校舎を解体[9]。

## 施設概要
主な施設。面積は延床面積を記載。
- 校舎（1,204 m2） - 木造
- 体育館（498 m2） - 鉄骨造平屋建て
- プール - 25m6コース
- 校庭（2,610 m2）

※プールは稗原小学校と共用していた。

## 生徒・学級数
1956年度から1984年度の生徒数と学級数の推移。1972・1977年度を除いて毎年度掲載。
| 年度               | 生徒数 | 増減 | 学級数 | 増減 | 出典   | 備考 |
| ------------------ | ------ | ---- | ------ | ---- | ------ | ---- |
| 1956（昭和31）年度 | 186    |      |        |      | [ 11 ] |      |
| 1957（昭和32）年度 | 183    | －3  |        |      | [ 11 ] |      |
| 1958（昭和33）年度 | 144    | －39 |        |      | [ 11 ] |      |
| 1959（昭和34）年度 | 160    | 16   |        |      | [ 11 ] |      |
| 1960（昭和35）年度 | 203    | 43   |        |      | [ 11 ] |      |
| 1961（昭和36）年度 | 288    | 85   |        |      | [ 11 ] |      |
| 1962（昭和37）年度 | 294    | 6    |        |      | [ 11 ] |      |
| 1963（昭和38）年度 | 280    | －14 |        |      | [ 11 ] |      |
| 1964（昭和39）年度 | 249    | －31 |        |      | [ 11 ] |      |
| 1965（昭和40）年度 | 235    | －14 |        |      | [ 11 ] |      |
| 1966（昭和41）年度 | 222    | －13 |        |      | [ 11 ] |      |
| 1967（昭和42）年度 | 200    | －22 |        |      | [ 11 ] |      |
| 1968（昭和43）年度 | 178    | －22 |        |      | [ 11 ] |      |
| 1969（昭和44）年度 | 160    | －18 |        |      | [ 11 ] |      |
| 1970（昭和45）年度 | 153    | －7  | 7      |      | [ 12 ] |      |
| 1971（昭和46）年度 | 153    | 0    | 7      | 0    | [ 1 ]  |      |
| 1973（昭和48）年度 | 145    | －8  | 6      | －1  | [ 13 ] |      |
| 1974（昭和49）年度 | 139    | －6  | 5      | －1  | [ 14 ] |      |
| 1975（昭和50）年度 | 116    | －24 | 不明   | 不明 | [ 15 ] |      |
| 1976（昭和51）年度 | 107    | －9  | 4      | －1  | [ 16 ] |      |
| 1978（昭和53）年度 | 109    | 2    | 不明   | 不明 | [ 17 ] |      |
| 1979（昭和54）年度 | 103    | －6  | 不明   | 不明 | [ 18 ] |      |
| 1980（昭和55）年度 | 96     | －7  | 不明   | 不明 | [ 19 ] |      |
| 1981（昭和56）年度 | 88     | －8  | 不明   | 不明 | [ 20 ] |      |
| 1982（昭和57）年度 | 84     | －4  | 不明   | 不明 | [ 21 ] |      |
| 1983（昭和58）年度 | 76     | －8  | 不明   | 不明 | [ 22 ] |      |
| 1984（昭和59）年度 | 72     | －4  | 不明   | 不明 | [ 2 ]  |      |

## 学区
- 出雲市
  - 稗原町
  - 野尻町
  - 宇那手町

出典：

## 進学前小学校
- 出雲市立稗原小学校（出雲市稗原町）

## アクセス

### 自動車
- 国道184号と県道51号の交差点（出雲市朝山町）から、県道51号経由で約6分

## 周辺
- 稗原コミュニティセンター
- 出雲市立稗原幼稚園
- 出雲警察署稗原駐在所
- 稗原郵便局